# Mihai Savu
Mihai Savu (n. 1879, Mureș, România – d. 16 mai 1964) a fost un scrimer olimpic român specializat pe floretă și spadă. 
A fost unul dintre elevii lui Angelo Pellegrini la „Progresul”. În 1910 a câștigat concursul internațional de la Uriage-les-Bains din Franța. A câștigat Campionatul de Scrimă din România de trei ori, în 1922, 1923 și 1925. A participat la trei probe la Jocurile Olimpice de vară din 1928. A practicat și mai multe alte sporturi: aviație, gimnastică, natație, tenis și rugby, fiind un timp președintele Federației Române de Natație.
Federația Română de Scrimă a organizat, timp de 15 ani, concursul internațional de spadă „Memorialul Mihai Savu” în memoria sa.